# Eusébio de Sousa
Eusébio Néri Alves de Sousa (Recife, 14 de agosto de 1883 - Fortaleza, 22 de setembro de 1947), beneditino  das  letras históricas , foi jornalista, historiador, teatrólogo e poeta. Ocupou a cadeira de número três do Instituto do Ceará.

## Vida
Eusébio Néri Alves de Sousa nasceu em agosto de 1883 em Recife. Filho de José Néri Alves de Sousa (Major do Exército) e da dona de casa Maria Galdina Alves de Sousa, fez seus estudos primários em sua terra natal, ingressando na Faculdade de Direito de Recife e concluindo-a em 1907. 
Chegou ao Ceará em 1908, exercendo o cargo de juiz do Termo do Icó. Nesse mesmo ano casou-se com Márcia Monteiro Osório. 
Passou pelas cidades de Quixeramobim, Assaré, Ipu, São Bernanrdo das Russas e Quixadá, onde permaneceu entre os anos de 1922 e 1926. Desenvolvia concomitantemente às atividades jurídicas, o jornalismo e a pesquisa histórica. Durante este período criou o jornal O Sitiá, sob sua direção e propriedade.
Jornalismo esse que o fez dirigir-se a Fortaleza em 1927 para ser redator-chefe da Gazeta de Notícias. Em 1928 foi eleito sócio efetivo do Instituto do Ceará, entidade que já integrara como sócio correspondente. Foi diretor do Museu Histórico do Ceará, entre 1932 e 1942, e do Arquivo Público do Estado.

## Obras

### História[1][2]
- Há cem anos: Fatos da Confederação do Equador no Ceará
- Álbum do Jaguaribe
- Meio século de existência
- Tibúrcio - Grande Soldado e Pensador
- Sampaio - Patrono da Infantaria
- Tradição Militar[nt 1]
- Os Patronos do Exército Brasileiro[nt 1]
- Clarindo - o Cidadão Soldado[nt 1]
- História Militar do Ceará[nt 1]

### Teatro[5]
- Amor noturno
- Por causa do bicho condescendente
- Tiro infantil
- Um médico em apuros
- Uma professora em apuros

### Poesia
Quando te vejo

Quando te vejo sempre cercada

Cantarolando lindos versinhos,

A semelhança da voz d’anjinhos,

Quero abraçar-te, beijar-te, amada.

Quando te vejo cheia de dores

Sempre pensando no nosso enlace,

Desejo junto da tua face

Depôr formosos ramos de flores.

Quando te vejo co’os teus primores

Bellacreança, o meu coração

Por ti palpita cheio d’amores,

Pensando só na nossa união

Vida completa de resplendores

Felicidade, gozo e affeição.
— Eusébio de Sousa, agosto de 1900.